# Euonymus occidentalis
Euonymus occidentalis är en benvedsväxtart. Euonymus occidentalis ingår i släktet Euonymus och familjen Celastraceae.

## Underarter
Arten delas in i följande underarter:
- E. o. occidentalis
- E. o. parishii

## Bildgalleri

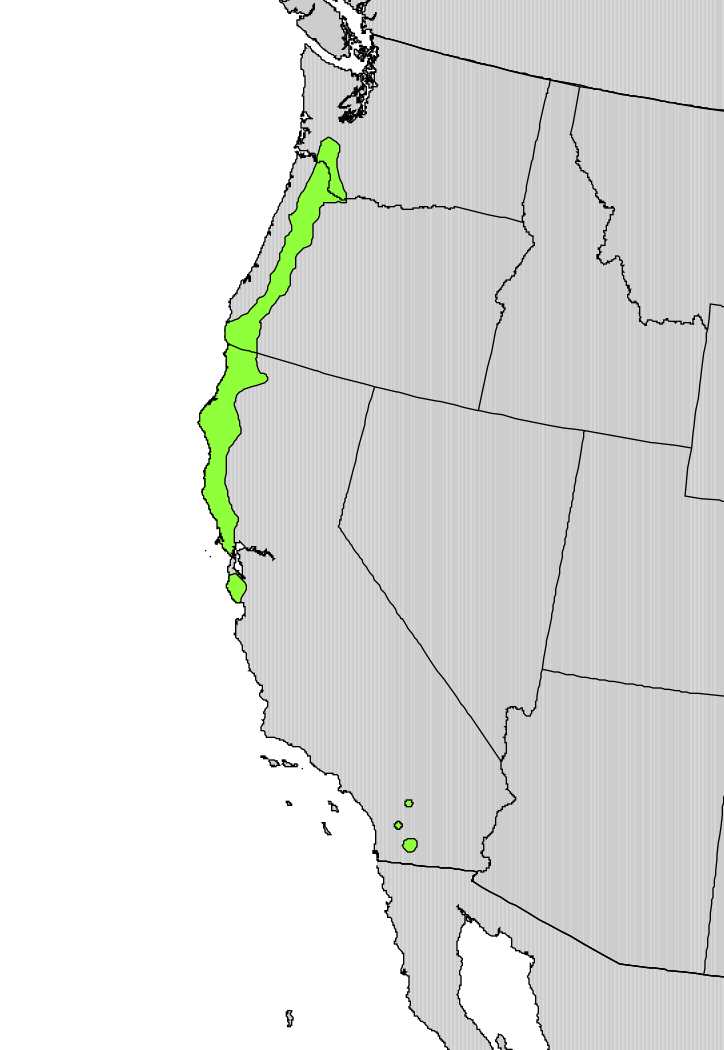